# Lading
Lading er en landsby i Østjylland med 913 indbyggere  (2024). Lading er beliggende ni kilometer øst for Hammel, fire kilometer vest for Sabro og 17 kilometer vest for Aarhus. Byen ligger i Region Midtjylland og tilhører Favrskov Kommune.
Lading er beliggende i Lading Sogn og Lading Kirke ligger i byen. Sydvest for byen ligger Lading Sø.

## Etymologi
Lading skulle ifølge flere sagn og fortællinger have fået sit navn fordi byen i fordums tid var ladeplads for skibe der kom ind gennem Egådalen. Egådalen har rigtig nok været væsentlig mere vandfyldt, end vi ser det i vore dage og endda en lavvandet brakvandsfjord, ligesom Aarhus Ådal har været det langt tilbage. Det fortælles desuden at der er udgravet rester fra et skib i en mergelgrav sønden om Lading.